# Hemeroblemma punctulata
Hemeroblemma punctulata är en fjärilsart som beskrevs av Arnold Pagenstecher 1886. Hemeroblemma punctulata ingår i släktet Hemeroblemma och familjen nattflyn. Inga underarter finns listade i Catalogue of Life.